# Birte Siim
Birte Siim (født 27. november 1945) er en dansk cand.scient.pol. og professor ved Institut for Kultur og Globale Studier ved Aalborg Universitet. Hun har blandt andet forsket i køn og medborgerskab og i beklædning i en politisk sammenhæng med udgangspunkt i debatten om tørklæder som religiøs påklædning.

## Uddannelse
Fra 1975 til 1977 arbejdede Birte Siim som kandidatstipendiat på projektet: Kvinder og produktion under forskningsprojektet: PROSIN, produktion og Samfund i Nordjylland.

## Karriere
Birte Siim blev ansat som Adjunkt ved Aalborg Universitet i 1977 og i 1980 som lektor ved Institut for Planlægning og Samfundsudvikling, Aalborg Universitet. Siden 2004 har Birte Siim været ansat som Professor ved Institut for Historie, Internationale og Sociale Relationer, Aalborg Universitet. 
- Hun blev pr. 1. 9.2018 Professor Emerita ved Institut for Kultur og Globale Studies, pr. 1.9.2019 Institut for Politik og Samfund. Siims forskning berører områder som køn og politik, medborgerskab, demokrati og velfærdsstat, populisme nationalisme, multikulturalisme, etnicitet og migration, samt diversitet og intersektionalitet.

- Birte Siim har været forskningsleder på en række danske, nordiske og europæiske forskningsprojekter. Hun var bl.a. dansk forskningsleder på følgende EU-projekter: bEU-citizen-projektet: ”Barriers for European Citizenship”, EU, 7. Rammeprogram (2013 -17); RAGE-projektet, “Hate Speech and Populist Othering in Europe through the Racism, Gender, Age  Looking Glass”, EU Directorate of Justice (2013-15), og EUROSPHERE-projektet, “Diversity and the European Public Sphere. Towards a Citizens’   Europe?” EC, 6. FW Programme (2007-12).

- Koordinator for det nordiske forskningsnetværk, “Multidimensional Equality and Democratic   Diversity” (DEMDI) finansieret af NORDFORSK,

- Senior -forsker på projektet: “Gender and Citizenship. Politics and Agency in France, Britain and Denmark”, finansieret af det Samfundsvidenskabelige Forskningsråd (2004)

og 
- koordinator for Forskningsprogrammet GEP, Gender, Empowerment and Politics i samarbejde med Anette Borchorst og Ann-Dorte Christensen (1997-2000).

### Arbejde som gæsteforsker
Birte Siim har været gæsteforsker ved en række udenlandske universiteter. Heriblandt:
- Visiting Maria Jahoda Professor, Ruhr Universität Bochum, Germany (2012).
- Gæsteprofessor i Kønsforskning ved forskningsskolen: “The Conditions of Democracy”, Örebro University, Sweden (2006-07).
- Leverhulme gæsteforsker ved Dep. of Politics, Bristol University, UK. (2003)
- Gæsteforsker ved, the Centre for Research on Women, Stanford University, U.S. (1984-85)

### Varetagede medlems- og tillidsposter
Birte Siim har bestridt en lang række tillidsposter: Heriblandt.
- Medlem af det nordiske forskningsråds ekspertkomite (2019)
- Udnævnt af den Ligestillingsministeren som dansk medlem af det europæiske ekspert forum: EIGE -  the Institute  for European Gender Research (2012-2015).
- Medlem af det svenske Vetenskapsråds ekspertkomite for forskningstemaet: Civilsamfund (2010).
- Medlem af det europæiske videnskabsråds bedømmere, the European Science Foundation (ESF) 2008 – 2013.
- Medlem af den tværvidenskabelige forskningsgruppe for Kønsforskning Gender Research Bibliometric Research Indicators] (BFI), appointed by the Board of University   Directors in Denmark. 2007
- Medlem af den norske komite for udvælgelse af yngre forskere (2007)
- Bedømmer for det norske forskningsråd (2005)
- Medlem SPARNORD fondens priskomite for yngre forskere (2005-2009)

## Publikationer
Siim, B. Krasteva, A., Saarinen  A. eds (2018). Citizens’ Activism and Solidarity Movements. Contending with Populism, Palgrave/Macmillan.
Fossum, J-E., Kastoryano, R. Siim, B. eds (2018). Diversity and Constetations over Nationalism in Europe and Canada, Palgrave/Macmillan.